# Skol
Skol è una marca di birra di proprietà dell'impresa danese Carlsberg con licenza per essere fabbricata in Brasile dalla AmBev. Il suo nome deriva dall'espressione norrena, danese e svedese skål, espressione comune che precede i brindisi. È oggi il principale produttore del segmento nel mercato brasiliano.

## Storia
La birra Skol Pilsen fu lanciata il 25 agosto 1964 in Europa e giunse in Brasile nel 1967. La sua storia è segnata da innovazioni che hanno rivoluzionato il settore. Nel 1971 lanciò la prima lattina a banda stagnata e nel 1979 la prima lattina di alluminio. Nel 1993 l'azienda lanciò la Skol Pilsen in lattina da 500 ml nella bottiglia a collo lungo (long neck) con tappo ad elica.
Nel 1999, come sponsor ufficiale del Campionato brasiliano di Supercross, fece arrivare in Brasile il campione mondiale Jeremy McGrath e sempre nel 1999 ebbe luogo lo Skol Rock, evento che riunì formazioni inedite della musica rock. Nel 2000 sponsorizzò la prima edizione di Skol Beats, evento dedicato alla musica elettronica a Curitiba e San Paolo.
Nell'ottobre del 2006 fu creata la birra Skol Lemon, a basso tenore alcolico e gusto di limone, che trovò un'accoglienza discorde tra il pubblico. 
In Europa, la Skol ha raggiunto ottimi risultati di mercato. In Brasile, grazie al marketing aggressivo, ha conseguito significativi volumi di vendita, divenendo una "commodity" della AmBev. Il successo del prodotto è testimoniato dal valore del marchio: secondo la società di consulenza britannica InterBrands, il marchio Skol è valutato 421 milioni di dollari ed è il 4º del Brasile in termini di valore.